# Industrieministerium
Industrieministerium bezeichnet ein Ministerium für Angelegenheiten bezüglich des Bereichs der Industrie. Vielfach wird diese Funktion vom Wirtschaftsministerium, oder einem Infrastruktur- oder allgemeinem Bauministerium wahrgenommen. Speziellere Industrieministerien sind etwa Energieministerien (Energieproduktion) oder Bergbauministerien.

## Liste
| Land                     | Ministerium                                                                          | kurz    | Portefeuilles und Anmerkungen                                     | Minister                                                           |
| ------------------------ | ------------------------------------------------------------------------------------ | ------- | ----------------------------------------------------------------- | ------------------------------------------------------------------ |
| Australien               | Department of Industry, Innovation, Science, Research and Tertiary Education         | DIISRTE | Industrie, Innovation, Wissenschaft, Forschung und Hochschulwesen |                                                                    |
| Austr.-New South Wales   | New South Wales Department of Primary Industries                                     | DTI     | Primärindustrie                                                   |                                                                    |
| Volksrepublik China      | Gongye He Xinxihua Bu 工业和信息化部 Ministry of Industry and Information Technology | MIIT    | Industrie und Informationstechnologie                             |                                                                    |
| Gambia                   | Ministerium für Handel, Regionale Integration und Beschäftigung                      | MoTIE   | Handel, Industrie und Arbeit                                      |                                                                    |
| Indien                   | Department of Industrial Policy and Promotion                                        | DIPP    | Industriepolitik und -förderung                                   | Minister of Commerce and Industry                                  |
| Jamaika                  | Ministry of Industry, Investment and Commerce                                        | MIIC    | Industrie, Investitionen und Handel                               |                                                                    |
| Nauru                    | –                                                                                    |         | Handel, Industrie und Rohstoffe                                   | Nauruische Regierung: Ministry of Commerce, Industry and Resources |
| Nepal                    | Department of Industries                                                             | IP      | Industrie                                                         |                                                                    |
| Philippinen              | Department of Trade and Industry                                                     | DTI     | Handel und Industrie                                              |                                                                    |
| Spanien                  | Ministerio de Industria, Turismo y Comercio                                          | Minetur | Industrie, Tourismus und Handel                                   |                                                                    |
| Südafrika                | Department of Trade and Industry                                                     | DTI     | Handel und Industrie                                              |                                                                    |
| Tschechien               | Ministerstvo průmyslu a obchodu                                                      | MPO     | Industrie und Handel                                              |                                                                    |
| Verein. Kgr.-Isle of Man | Department of Trade and Industry                                                     | DTI     | Handel und Industrie                                              |                                                                    |

## Historische Behörden
- Österreich: insb. 1918–23 und 1966–1987 siehe Österreichisches Industrieministerium
- Vereinigtes Königreich: Department of Trade and Industry (DTI) 1970–2007, Handel und Industrie, dann BERR und DIUS[20]
- Litauen:
  - Industrie- und Handelsministerium der Republik Litauen (Lietuvos Respublikos pramonės ir prekybos ministerija)
  - Industrieministerium der Republik Litauen (Lietuvos Respublikos pramonės ministerija)
- Deutsche Demokratische Republik: diverse Industrieministerien für verschiedene Industriesektoren (MfC, MfEE, MfKE, MfBL, MfEMK, MfGeo, MfGK, MfL, MfALF, MfM, MfSAB, MfWV)